# サレカット・イスラム
サレカット・イスラム（Sarekat Islam）は、20世紀初頭、オランダ領東インド（現インドネシア）で結成されたイスラーム系大衆団体である。日本語では「イスラム同盟」と訳される例も多い。略称はSI。
当初は華人系商人に対抗するムスリムの商人組織として結成されたが、組織の拡大とともに植民地支配に抵抗する急進的な民族主義団体としての性格を強め、1910年代から1920年代初頭にかけて、当時としては空前の規模の動員力を誇った。1923年にはサレカット・イスラム党、さらに1929年にインドネシア・サレカット・イスラム党 (PSII) と改名した。
1973年、スハルト体制下において、他のイスラーム系諸政党とともに開発統一党 (PPP) に統合された。

## 沿革

### 結成
サレカット・イスラム (SI) の前身は、バタヴィア（現ジャカルタ）と西ジャワのバイテンゾルフ（現ボゴール）で、それぞれ1909年と1910年に結成されたサレカット・ダガン・イスラム (イスラム商業同盟、Sarekat Dagang Islam, 以下SDI）である。この団体を結成したのは、ジャワ貴族出身のジャーナリスト、ティルトアディスルヨであり、彼の目的は同じムスリムであるアラブ人商人と「原住民」商人が手を結び、当時の東インドで活発な経済活動をおこなっていた華人系商人に対抗することだった。
こうした動きにソロ（スラカルタ）の大手バティック業者、ハジ・サマンフディも刺激を受けた。1911年、ティルトアディスルヨの協力を得て、サマンフディはソロで同様の組織を結成した。サレカット・イスラム（以下、SI）の名称は、そのときの組織要綱で初めて使用され、以後、各地で結成される同様の組織にも定着していったようである。

### 拡大
1912年9月10日、サマンフディはソロSIの議長の座を退き、SIスラバヤ支部のチョクロアミノトがその座に就いた。雄弁をもって知られたチョクロアミノトの指導のもとで、SIはジャワ島各地で支部を設立、急速に組織を拡大していった。スラバヤ、スマラン、バンドン、バタヴィアで機関誌を発行し、1913年1月、スラバヤで初めて大規模に開催されたプロパガンダ集会には数万人の参加者を集めた。1912年4月には4500人だった会員数が、1913年4月には15万人に、さらに1914年頃にはジャワ島外にも組織は拡大し、1914年4月の会員数は37万人に達した。その一方で、発足期から華人に対する共同戦線を張ってきたアラブ人との関係では、同月ソロで開催された大会で「非原住民」を排除すると決議されたことで、アラブ人はSIから排除されることになった。
1910年代前半にSIが急速に組織を拡大させた最大の要因は、組織の紐帯としてイスラームを前面に押し出したことであった。東インドにおけるムスリム人口は全体の9割前後であり、その潜在的な動員力は既存の各種団体のそれを上回るものだった。そして組織の拡大とともに、その主導権は、SDIにおける商人たちから、貴族階級出身でオランダ語教育を受けた知識人層へと移っていった。
設立当初のSIは、植民地政府と良好な関係を保とうとしており、オランダ支配下での現地住民の福祉向上をはかり、現地住民の声を代弁する議会の開設を政治的要求の一つに掲げていた。また、植民地政府の側も、当初はSIの活動を容認していた。1912年11月、SIが植民地政府に合法団体としての承認を要請すると、1913年6月30日、植民地政府はSIの地方支部を個別に承認するという方針を打ち出した。そして最終的には、1916年、植民地政府は中央SIを正式に承認したのである。

### 急進化
勢力を拡大しつつあったSIだが、その実態は「地方SI支部の寄り合い所帯」にすぎなかった。中央SIから地方支部への統制はかならずしも及んでおらず、地方では中央SIの規約からの逸脱がみられた。

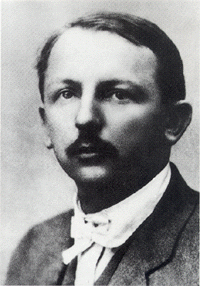
オランダ人共産主義者ヘンドリクス・ヨセフ・フランシス・スネーフリート。
_{愛称「ヘンク」。東インドに共産主義運動を持ち込み、スマウン、ダルソノら「原住民」活動家らを育てた。}

その中でも、労働組合運動で頭角を現した青年活動家スマウンによって牽引されるSIスマラン支部は急進的だった。当時のスマランは新興工業都市であり、各種組織による労働組合運動が盛んだった。このスマランでは、1914年5月、東インド在住のオランダ人、欧亜混血児らによって、東インド社会民主主義同盟（ISDV) という共産主義政党が結成された。後のインドネシア共産党 (PKI) の前身である。SIスラマン支部に属する17歳のスマウンが、このISDVのオランダ人活動家ヘンドリクス・ヨセフ・フランシス・スネーフリートを慕い、彼の勧めによってISDVに加入したのは1915年のことである。SI会員がISDVにも加入する「二重党籍」となったわけだが、当時、複数の政治組織に加入する例は珍しくはなかった。スネーフリートの戦略は、既存の他組織に党員を参加させ、その組織内で共産主義者の影響力を高め、組織全体をISDVの影響下に置くことであったが、ムスリムでないスネーフリートはSIに加入できないため、スマウンを通して、SIスマラン支部を「赤化」することに成功したのである。
こうした地方支部における急進派の影響を受けて、1917年10月に開かれたSIの第2回大会では、反植民地主義を掲げて、自治権の獲得を謳う綱領が採択された。また、この綱領では植民地支配の根拠となっている資本主義を敢えて「罪深い資本主義」と呼び、これを非難しつつも、民族ブルジョワジーをその非難の対象から外し、彼らの支持を失わないよう努めた。綱領の文言は激しい調子で彩られていたが、闘争の基本路線としては合法的活動であるべきという姿勢を放棄したわけではなかった。

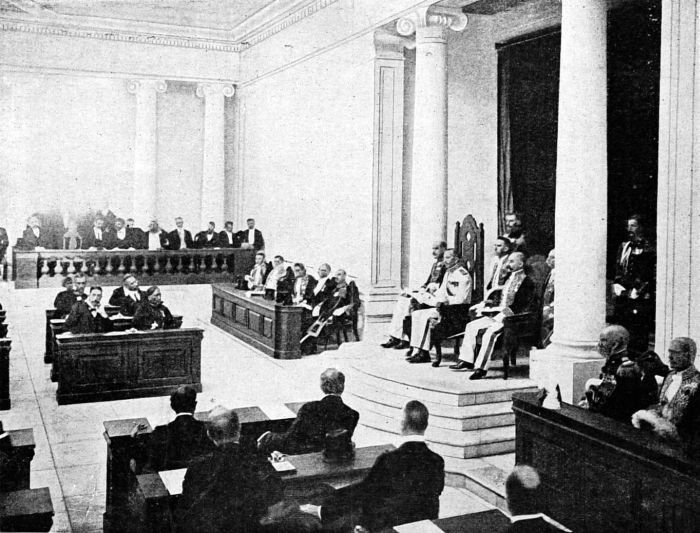
1918年5月18日に開設された植民地議会 (Volksraad) 。右手に当時の植民地政府総督スティルムの姿が見える。

1918年5月には東インドに植民地議会 (Volksraad) が開設され、SIからは総督任命議員としてチョクロアミノトが選ばれ、またSI副議長アブドゥル・ムイスも選出議員として議席を得た。チョクロアミノトらは、この植民地議会での活動を足がかりに、植民地政府に対して「原住民」の地位向上と住民自治の拡大をもとめていこうとしたが、SI内の急進派は、そうした中央SI首脳の活動を微温的であるとして満足しなかった。
1918年9月、10月に開かれた第3回大会では、ISDVにも在籍するSIスマラン支部のスマウンがSI中央運営委員会委員、ダルソノが宣伝局員、そしてアリミンも中央SI指導部入りし、従来のSIの微温的な活動方針を転換し、より過激な方針を取るよう、指導部を突き上げた。これを受けてチョクロアミノトは同年11月、植民地議会に対して、遅くとも1921年末までに、住民の選挙によって公正に選出された立法院、その議会に責任を持つ政府を作れとの動議を提出、植民地政府に対する要求をさらに先鋭化させていくことになった。
急進化するSIに対して植民地政府は警戒感を強めた。1919年6月、7月に相次いでセレベスのトリトリ、西ジャワのガルットで暴動が発生すると、それらの暴動とSIを関連づけ、従来の穏健な対応を改め、SIの弾圧に乗り出した。その結果、SIからは会員の脱退がすすみ、その会員数を激減させた。

### 分裂
SI指導部は地方暴動への関与を否定したものの、幹部の多数が逮捕され、チョクロアミノトも11ヶ月拘留された。植民地政府による取り締まりが厳しくなるとともに、一般会員のSI離れが進んだ。

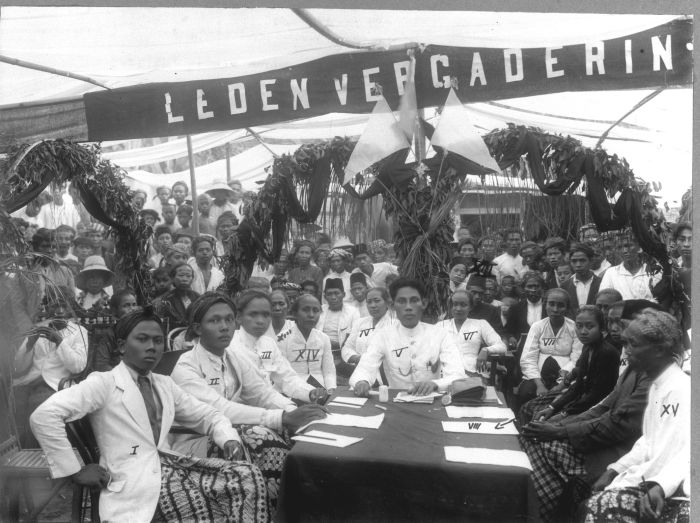
1921年9月25日、スマランに近いカリウングで開かれたSI大会

この地方暴動後に弱体化したSI再興の方向性を探る中で、チョクロアミノトの信頼を得ていたのは中央SI理事のアグス・サリムだった。西洋式教育を学び、冷徹な合理主義者でありながら、イスラームの教義、特にその近代化を志向するイスラーム改革主義に精通したサリムは、初期SIの熱狂、チョクロアミノトのカリスマ性、衝動的・散発的な暴動から組織を脱皮させ、反植民地、反資本主義という点では共産主義者と共闘しつつも、運動を正しく導くためにはイスラームをその指導原理としなければならないと考えていた。
また、第一次世界大戦後の経済的混乱期にあって、SIは労働組合運動に新たな活路を見出した。1919年12月、SI傘下に、22労組、7万2000人の組合員を抱える、労働者運動連合（Persatuan Pergerakan Kaum Buruh）が結成され、その議長には製糖工場従業員組合 (PFB、組合員3万1000人) 議長で「ストライキ王」の異名を持つスルヨプラノトが選出されるものと期待されたが、スマウンの策略で阻止され、獄中にある国鉄従業員組合 (VSTP、組合員1万1000人) 議長ソスロカルドノ（中央SI書記）が選出された。スマウンはその議長代理、サリムは書記に就任した。
この組織をめぐって、SIスマラン支部とVSTPを主導するスマウンらの「スマラン派」と、SIジョグジャカルタ支部とPFBを主導するスルヨプラノト、アグス・サリムらの「ジョグジャカルタ派」は互いにストライキの成果を競い、連合傘下の組合の奪い合いを演じた。こうした両派の主導権争いの中でチョクロアミノトの指導力は低下した。
さらに、この両派の間には労働組合における主導権争いよりも根本的な、妥協不可能な対立点があった。両派は、反植民地、反帝国主義という点では共闘し得たが、民族の解放と階級の解放のどちらを優先課題とすべきか、国家権力の主体はどの階級であるべきか、という点で妥協の余地はなかった。サリムらジョグジャカルタ派がスマラン派の背後にあるコミンテルンの影を嫌悪すれば、スマウンらスマラン派はサリムの氾イスラーム主義を批判した。
労働組合運動を通して、賃金上昇などの成果を得ることに成功し、勢いを増しつつあったスラマン派に対して、危機感を抱いたサリムらジョグジャカルタ派は、会員に二重党籍を認めてきたことが敗因であるとして、1921年3月のSI第5回大会でこの問題を取り上げた。この時は統一を重んじるチョクロアミノトの反対があって、二重党籍問題は棚上げとなった。しかし、同年6月、スマウンが労働者運動連合から14労組を引き抜いて脱退させ、ISDVの直接指導下に置いたことから、スマラン派とジョグジャカルタ派の対立は最高潮に達した。同年10月、チョクロアミノトが検挙されている間に開かれた第6回大会では両者の激しい論戦が繰り広げられ、サリムが主張する「多重党籍禁止」案が採択された。これによりSIとISDVの二重在籍は否定され、スマウンらISDV在籍者はSIから大量に脱退した。

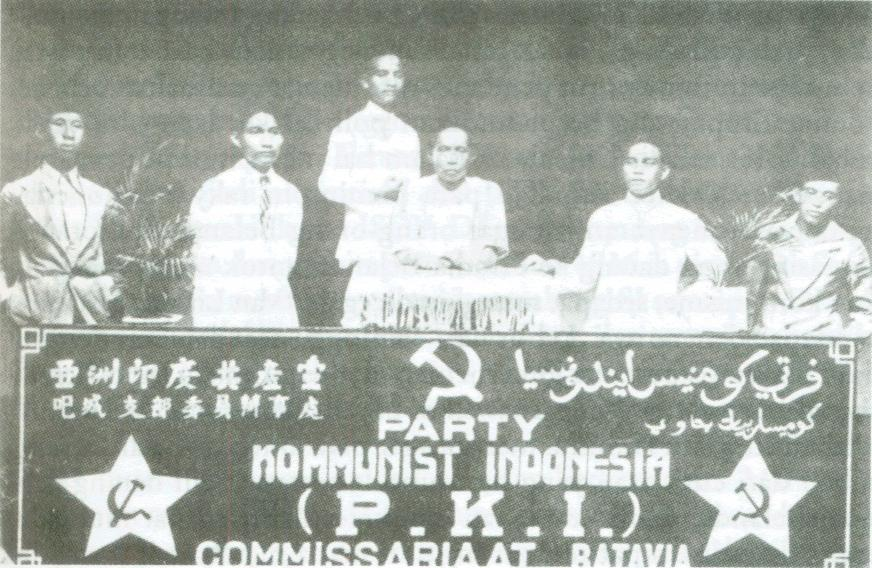
インドネシア共産党 (PKI) の党大会（1925年）。ISDVの後身として1924年に党名を変更。ローマ字とアラビア文字では「インドネシア」。中国語ではまだ「印度」と表記されている。

1923年2月、SIはISDVによる支部の侵食に対抗するため、組織をサレカット・イスラム党 Partai Sarekat Islam (略称SI党) に改編し、党としての体裁を整えることになった。また、急進的な路線を取ることで大衆の支持を獲得しようと試み、1924年8月の党大会では植民地政府、植民地議会への非協力路線を採択したが、政府との対決は避け、氾イスラーム主義に訴えて、党勢の維持、拡大を図ろうとした。
SI党は既存のイスラーム系社会団体と共闘する方針を打ち出したが、イスラーム保守派との共闘には失敗、改革派のムハマディヤとアハマディヤに接近した。しかし、この2団体はライバル関係にあり、チョクロアミノトが後者に接近しすぎたことで、1928年、ムハマディヤはSI党と袂を分かった。その結果、同党は、東インドにおけるムスリムを代表する勢力としての役割も果たせなくなった。1927年1月にはコミンテルンと関係のあった植民地抑圧反対連盟という組織に接近し、反植民地政府に向かう兆しも見せたが、植民地政府による弾圧を受けると、同年9月・10月の党大会では穏健なままの非協力路線に戻ることを余儀なくされた。1929年、インドネシア・サレカット・イスラム党 Partai Sarekat Islam Indonesia（PSII）へと改名し、党勢の回復を図ろうとしたが、1930年には党員数1万9000人の小政党へと転落した。

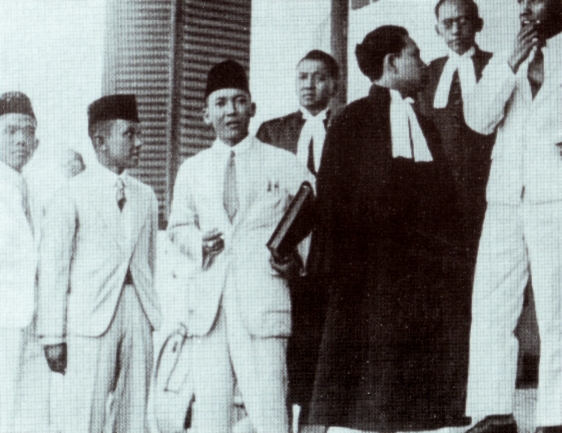
逮捕されたスカルノ（左から3人目）らインドネシア国民党 (PNI) 幹部。裁判にて（1930年）。

そのころ、民族主義運動を主導していたのは、1927年にスカルノらによって結成されたインドネシア国民党 (PNI) であった。インドネシアの独立を掲げて植民地政府との対決姿勢をアピールしたPNIは、主にジャワの都市部を中心に支持を広げたが、1929年末にスカルノら党幹部が逮捕されると、PNIは1931年に解散した。植民地政府が民族主義運動に対して強硬路線を敷き、民族主義運動をめぐる環境がきびしさを増していくなかで、1934年12月にチョクロアミノトが死去し、PSII自身も運動のありかたについて、植民地政府への非協力路線を継続するか、それとも協調路線に転じるか、という深刻な内部対立をかかえていた。
当時のPSIIで主流派を形成していたのは非協力路線継続を主張する勢力であった。これに対して、アグス・サリムは、政府の弾圧が厳しさを増していく中で、非協力路線に固執することが党活動の制約となり、党が大衆から遊離する結果を招くことになるとして、1935年3月、党指導部に対して非協力路線の撤回を求めた。これにモハマド・ルムも同調したが、1937年、主流派はサリム、ルムら29人を追放し、PSIIは非協調路線を継続していくことになった。
しかし、最終的には、1939年5月、東インドをとりまく国際環境が風雲急を告げるなかでPSIIも協力路線を取ることを余儀なくされ、協力路線を取る諸組織による統一戦線「ガピ GAPI」 (Gabungan Politiek Indonesia - インドネシア政治連合) に合流した。ガピは反ファシズムという点でオランダと連携し、自治権と完全な議会を要求したが、植民地政府はこれらの要求を拒んだ。戦前の民族主義運動は、ここに至って、オランダとの協調によっては展望が開かれないことを思い知らされた。また、1940年5月、PSIIは活動禁止処分となった。

### その後
1942年、オランダ領東インドが日本の占領下に置かれると、PSIIは再結成されたが、同年5月、軍政当局によって解散させられた。軍政当局は既存のイスラーム系団体のうち、ナフダトゥル・ウラマーやムハマディヤといった非政治的団体のみを重用し、東インドのムスリムを軍政に利用するため、これらの非政治的ムスリムを糾合して、マシュミを結成した。

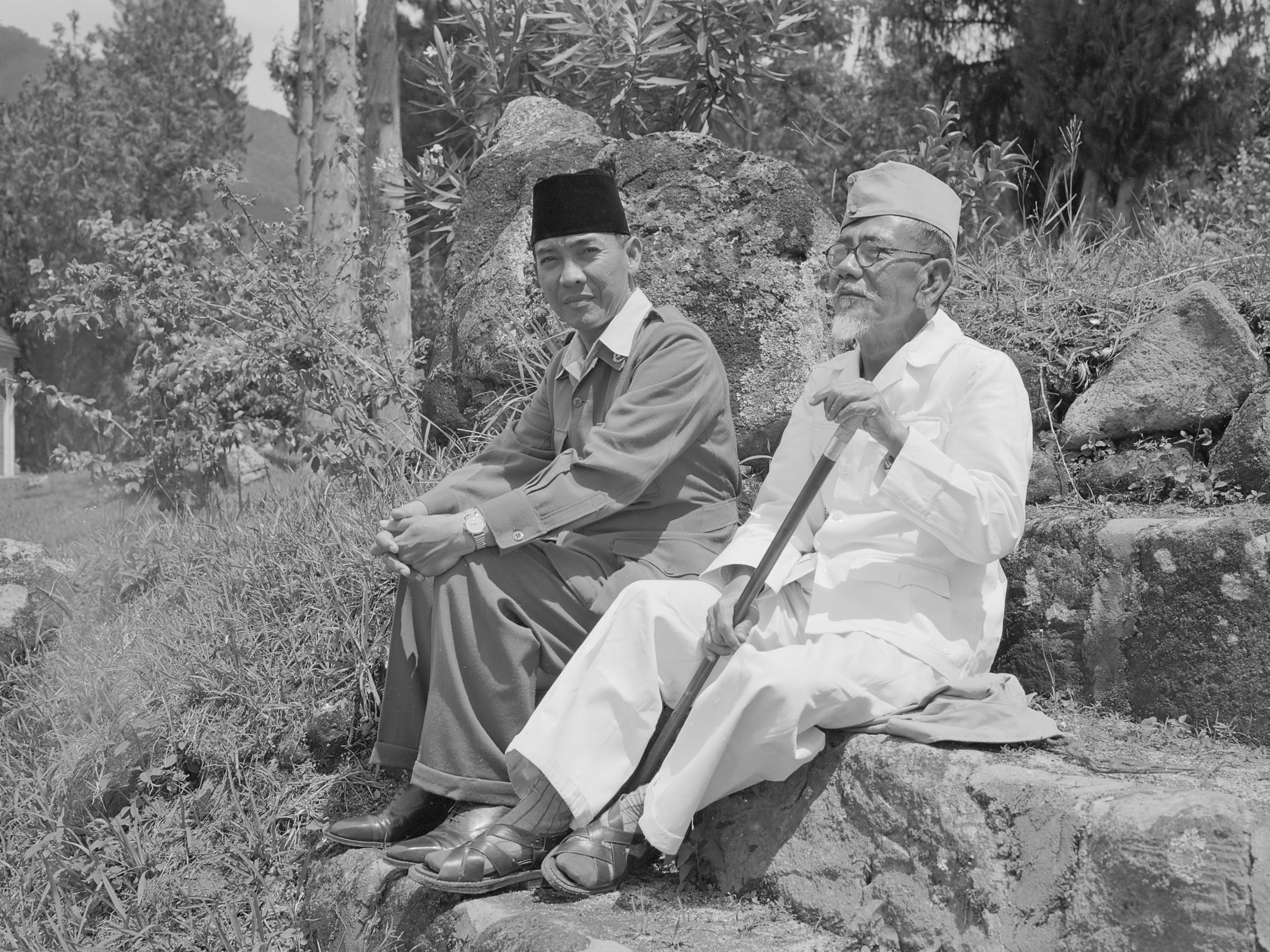
独立戦争期のスカルノ（左）とハジ・アグス・サリム（1949年）。この時、スカルノは初代大統領、アグス・サリムは外務大臣。

日本の敗戦によって東インドにおける日本軍政が終了し、1945年8月17日、インドネシアが独立を宣言すると、オランダとのあいだで独立戦争がはじまった。その戦争期間中の1947年にPSIIは再結成され、インドネシア社会党首班のアミル・シャリフディン内閣を支持した。また、独立宣言後に再組織されたマシュミにも参加した。このときのPSII指導者は、アンワル・チョクロアミノトとハルソノ・チョクロアミノト（上記のチョクロアミノトの二人の息子）、そしてアルジ・カルタウィナタらであった。
インドネシアがオランダからの独立を達成した後、インドネシアでは1950年憲法下での議会制民主主義が導入された。1955年の第1回総選挙で、PSIIは8議席（得票率2.9％）を獲得、その後、スカルノの指導される民主主義体制期、9月30日事件を経て、スハルト政権下での1971年選挙では、10議席（同2.4％）を獲得した。この選挙自体は政権与党ゴルカルの圧勝で終わり、その後、1973年1月に政党ゴルカル法が定められ、既存の政党はイスラーム系の開発統一党（インドネシア語：Partai Persatuan Pembangunan、略称：PPP）か非イスラーム系のインドネシア民主党 (PDI) のいずれかに統合されることになり、PSIIは前者に統合された。

## 備考
- スハルト政権崩壊後の総選挙には、SIの後継政党を名乗る2政党が参加した。1998年5月29日に結成されたインドネシア・サレカット・イスラム党と、1998年5月21日に結成された1905年インドネシア・サレカット・イスラム党である。このうち前者は1議席（得票率0.36％）を獲得している。

### 人物略歴
1. ↑  ティルトアディスルヨ (Raden Mas Tirtoadisoerjo, 1880 - 1918) は、オランダ領東インドにおけるジャーナリズム、民族主義運動の先駆者の一人。原住民官吏養成学校 (OSVIA) を卒業後、原住民官吏とはならずに雑誌編集者になった。1903年、21歳にして花形編集者として名声を確立していた彼は『スンダ・ブリタ』という新聞を自らの手で発刊。これは原住民によって出資、運営、編集、刊行された初めての新聞となった。1907年、週刊誌『メダン・プリアイ』を発刊（1909年からは日刊紙となる）、1911年のその購読者数は2000人に達した。Van Niel, 1984, pp.89-90, Shiraishi, 1990, p.33,34.
2. ↑  ハジ・サマンフディ (Haji Samanhudi, 1868 - 1956) は、ソロ（スラカルタ）の商人。父を継いでバティック業者となり、ジャワ島各地に支店網を拡げた。Van Niel, 1984, pp.88-89
3. ↑  チョクロアミノト（英語版） (Haji Umar Said Tjokroaminoto, 1882 - 1934) は、中部ジャワ・マディウン生まれ。父親が植民地政府で働く原住民地方行政官（郡長）であったことから、オランダ語で授業を受ける原住民官吏養成学校に入学、1902年に卒業。数年間官吏として過ごし、その後職を転々とする。1912年5月にSIスラバヤ支部に加入。サマンフディに代わりSI議長に就任。Van Niel, 1984, pp.92　後に初代大統領となるスカルノは、父親がチョクロアミノトの友人だった関係から、スラバヤでの学生時代、SI議長を務めていたチョクロアミノト宅に下宿した。永積、1980年、249頁、早瀬・深見、1999年、303頁、を参照。スカルノがチョクロアミノトから受けた影響については、白石、1997年、10-12頁、を参照。
4. ↑  スマウン (Semaun, 1899 - 1971) は東ジャワ・パスルアン生まれ。父親は鉄道員で、スマウン自身も10代の頃から国営鉄道で働いた。その労働組合運動で頭角を現し、SI、ISDV (1924年にPKIと改称) に参加する。1923年に植民地政府によって東インドを追放される。1956年に帰国し、その後のPKIの活動には関与しなかった。
5. ↑  ダルソノ (Raden Darsono, 1897 - ? ) は、下級貴族の家系に生まれ、学校ではプランテーションの農場長となるべく教育を受けた。卒業後は農業省所属の土壌専門家となったが、2年も経たないうちに職を辞した。その後、読書、特にマルクス主義の著作を読みふけった。そんな中、オランダ人ながら東インド原住民の権利拡大のために戦っていたスネーフリートと出会った。Van Niel, 1984, p.141,142.
6. ↑  アリミン (Alimin, 1889 - 1964) は、スラカルタ生まれ。チョクロアミノト宅に起居してその薫陶を受け、SIに参加。その後ISDVにも加入し、草創期のインドネシア共産主義運動の礎を築いた。1927年、1928年のPKI蜂起によって組織が壊滅的打撃を受けると海外に脱出。独立戦争期に帰国し、マディウン事件後のPKI再建に関わった。その後、アイディットとの党内主導権争いに敗れ失脚。
7. ↑  スルヨプラノト (Raden Mas Surjopranoto, 1871 - ? ) は、ジョグジャカルタのパク・アラム王家の出身（弟はキ・ハジャール・デワントロことスワルディ・スルヤニングラット）。原住民官吏養成学校 (OSVIA) を卒業。中央SI理事、SIジョグジャカルタ支部長だった1918年、製糖工場従業員組合 (PFB) を結成。Van Niel, 1984, p.154. スルヨプラノトの経歴については、Shiraishi, 1990, pp.109-111 を参照。
8. ↑  モハマド・ルム (Mohammad Roem, 1908-1983) は、中部ジャワ出身。高等法学校で学んで弁護士となった。インドネシア独立後はマシュミ党の指導者の一人として、内務大臣、外務大臣、副首相を歴任した。